# Arthur Kather

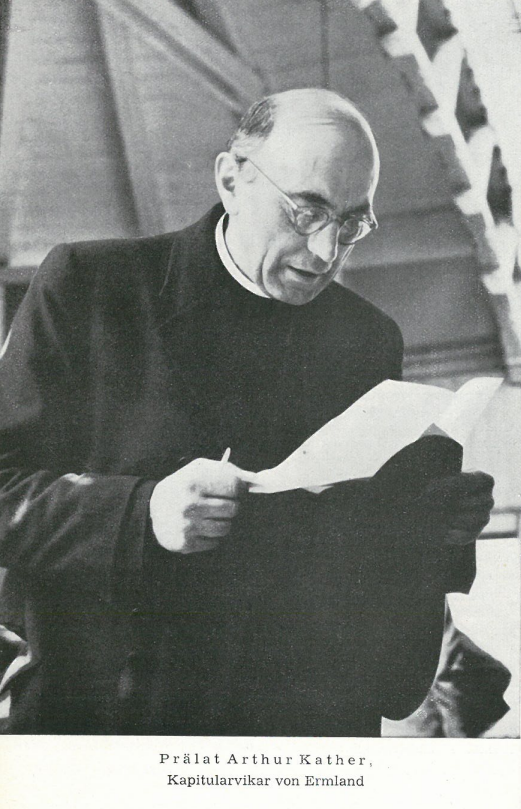

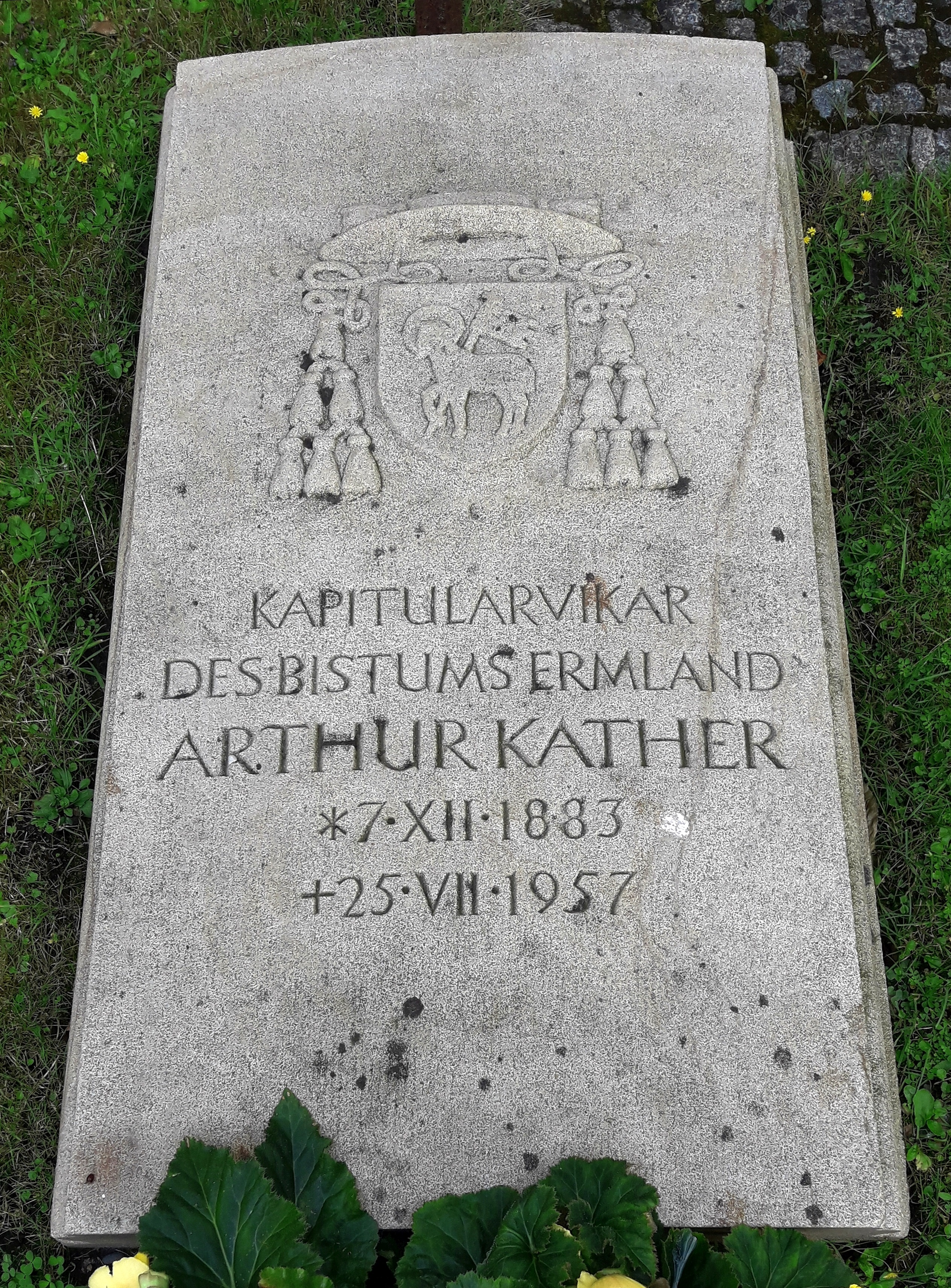
Grab von Kapitularvikar Arthur Kather im Kreuzgang des Domes zu Münster/Westfalen, Deutschland

Arthur Kather (* 7. Dezember 1883 in Prossitten, Kreis Rößel im Ermland; † 25. Juli 1957 in Osnabrück) war ein katholischer Geistlicher, zuletzt Kapitularvikar des Bistums Ermland.

## Leben
Sein jüngerer Bruder war Linus Kather. Arthur Kather war ein Sohn des Hauptlehrers in Braunsberg, besuchte von 1895 bis 1902 das örtliche Gymnasium und trat nach dem Abitur in das Priesterseminar Lyceum Hosianum ein. Die Priesterweihe empfing er am 11. Februar 1906 im Frauenburger Dom. Von 1906 bis 1908 wurde er als Kaplan in Peterswalde und in Neuteich sowie von 1908 bis 1914 in Braunsberg eingesetzt.
Während des Ersten Weltkriegs diente er erst als Feldkaplan, dann als Militärkaplan sowie Divisionspfarrer und erhielt das Eiserne Kreuz der II. und I. Klasse. Nach dem Versailler Friedensvertrag kehrte er nach Braunsberg zurück. Im Jahr 1919 wurde er von Bischof Augustinus Bludau zum Pfarrer ernannt und zum Leiter des ermländischen Caritasverbands sowie Jugendpräses der männlichen Jugend in der Diözese Ermland berufen. Anschließend wurde Arthur Kather zum Begründer des katholischen Bundes Neudeutschland (ND) in der Diözese Ermland.
Vom 1. April 1924 bis zur Ausweisung durch die Gestapo am 12. September 1940 wirkte er als Propst und Dekan an der St.-Nikolai-Kirche in Elbing. In diesem Zeitraum erfolgte ebenfalls die Ernennung zum Geistlichen Rat.
Nachdem ihm die Nationalsozialisten den Aufenthalt in der Diözese Ermland verboten hatten, fand Arthur Kather Aufnahme im Erzbistum Breslau, wo er von Oktober 1940 bis Januar 1945 die Kirchengemeinde Breslau-Hundsfeld sowie als Hausgeistlicher das dortige Karmelitinnenkloster in Wendelborn betreute. Von Januar 1945 bis Mai 1946 durfte er noch als Kaplan in Sobięcin wirken, bevor er von den polnischen Behörden aus Niederschlesien ausgewiesen wurde.
Nach einem Aufenthalt in der Erzdiözese Paderborn wurde er seit August 1946 als Seelsorger des Marienheims in Rulle bei Osnabrück tätig. Nach dem Tod des Bischofs von Ermland Maximilian Kaller in Frankfurt am Main am 7. Juli 1947 wurde Arthur Kather am 11. Juli 1947 von Bruno Schwark zum Kapitularvikar von Ermland bestimmt. Papst Pius XII. bestätigte diese Wahl, so dass Arthur Kather fortan Ermland auf der Fuldaer Bischofskonferenz vertrat. Im Juni 1949 wurde die Ermlandzentrale von Rulle nach Honeburg bei Osnabrück-Haste verlegt. Im Februar 1949 ernannte der Heilige Stuhl Kather zum Päpstlichen Hausprälaten und im Dezember 1953 zum Apostolischen Protonotar. Im Dezember 1956 ernannte er vier ermländische Geistliche, Gerhard Fittkau, Paul Hoppe, Ernst Laws und Josef Lettau, zu Konsistorialräten.
Am 9. Mai 1954 verlieh ihm Bundespräsident Theodor Heuss in Werl das Große Verdienstkreuz des Bundesverdienstkreuzes.

## Schriften (Auswahl)
- mit Ernst Laws: Unser Weg in Gottes Herz. Ein geistliches Jahrbuch. Bischof Maximilian Kaller Stiftung, Münster 1963.

## Auszeichnungen / Ehrungen
- 1915/18: Eisernes Kreuz II. und I. Klasse
- 1924/40: Ernennung zum Geistlichen Rat
- 1947: Kapitularvikar Ermlands
- 1949: Ernennung zum Päpstlichen Hausprälaten
- 1953: Ernennung zum Apostolischen Protonotar
- 1954: Großes Verdienstkreuz des Bundesverdienstkreuzes